# To All the Girls I've Loved Before
Singles par Julio Iglesias
Forever and Ever
(1983) All of You
(1984)
Singles par Willie Nelson
Without a Song
(1983) City of New Orleans
(1984)
To All the Girls I've Loved Before est une chanson écrite par Hal David et composée par Albert Hammond et enregistrée initialement par ce dernier sur son album 99 Miles From L.A. de 1975. 
Elle est plus connue dans la version de 1984 par le chanteur espagnol Julio Iglesias, interprété en duo avec le chanteur américain Willie Nelson, et qui figure sur l'album 1100 Bel Air Place d'Iglesias. Cette chanson, qui a permis à Julio Iglesias de percer sur le marché anglophone, s'est classée à la cinquième place du Billboard Hot 100 et à la première place du palmarès canadien RPM Top Singles.

## Accueil commercial
La chanson est le plus grand succès d'Iglesias aux États-Unis et au Canada, atteignant respectivement la 5e place dans le Billboard Hot 100 et la 1re place dans le classement RPM Top Singles, et le plus grand succès européen de Willie Nelson. Aux États-Unis, To All the Girls I've Loved Before a également atteint la première place du classement country et a été l'une des deux chansons de Julio Iglesias et Willie Nelson en tant que duo à se classer dans ce classement, la deuxième étant Spanish Eyes en 1988. Le single est également apparu dans les hit-parades australien, néo-zélandais et sud-africain. La chanson est devenue la chanson phare de Julio Iglesias en langue anglaise, interprétée de manière proéminente lors de ses concerts depuis la sortie du single. Grâce à cette chanson, 1100 Bel Air Place est devenu l'album d'Iglesias qui s'est le mieux vendu dans le monde. 

## Nominations
En 1984, Willie Nelson et Julio Iglesias ont remportés le prix « duo de l'année » par la Country Music Association et To All the Girls I've Loved Before a été nommé « single de l'année » par l'Academy of Country Music.

## Liste des pistes
| A. | To All the Girls I've Loved Before (Julio Iglesias & Willie Nelson) | 3:30 |
| B. | I Don't Want to Wake You (Julio Iglesias)                           | 2:54 |

## Classements et certifications
| Classement (1984)                      | Meilleure position |
| -------------------------------------- | ------------------ |
| Afrique du Sud (Springbok Top 20)      | 2                  |
| Allemagne de l'Ouest (Media Control)   | 24                 |
| Australie (Kent Music Report)          | 4                  |
| Autriche (Ö3 Austria Top 40)           | 4                  |
| Belgique (Flandre Ultratop 50 Singles) | 1                  |
| Canada (Top Singles)                   | 1                  |
| Canada (Adult Contemporary Tracks)     | 1                  |
| Canada (Country Tracks)                | 1                  |
| Espagne (AFYVE)                        | 2                  |
| États-Unis (Hot 100)                   | 5                  |
| États-Unis (Easy Listening)            | 3                  |
| États-Unis (Country Songs)             | 1                  |
| États-Unis (Cash Box Top 100)          | 3                  |
| Europe (European Top 100)              | 5                  |
| France (SNEP)                          | 19                 |
| Irlande (IRMA)                         | 16                 |
| Nouvelle-Zélande (RMNZ)                | 2                  |
| Pays-Bas (Nederlandse Top 40)          | 3                  |
| Pays-Bas (Nationale Hitparade)         | 3                  |
| Portugal (IFPI)                        | 3                  |
| Royaume-Uni (UK Singles Chart)         | 17                 |
| Suisse (Schweizer Hitparade)           | 23                 |
| Zimbabwe (Hits of the Week)            | 7                  |

| Classement (1984)              | Position |
| ------------------------------ | -------- |
| Australie (ARIA)               | 29       |
| Autriche (Ö3 Austria Top 40)   | 8        |
| Belgique (Flandre Ultratop)    | 10       |
| Canada (Top Singles)           | 12       |
| États-Unis (Hot 100)           | 50       |
| États-Unis (Easy Listening)    | 27       |
| États-Unis (Hot Country Songs) | 1        |
| France (SNEP)                  | 97       |
| Pays-Bas (Nederlandse Top 40)  | 30       |
| Pays-Bas (Nationale Hitparade) | 19       |

### Certification
| Pays                                                             | Certification | Ventes certifiées |
| ---------------------------------------------------------------- | ------------- | ----------------- |
| Australie (ARIA)                                                 | Or            | 35 000*           |
| Belgique (IFPI)                                                  | Or            | 20 000*           |
| Canada (CRIA)                                                    | Platine       | 10 000^           |
| États-Unis (RIAA)                                                | Platine       | 1 000 000^        |
| *Ventes selon la certification xNon précisé par la certification |               |                   |